# Sacrificio di Isacco (Antonio del Castillo)
Sacrificio di Isacco è un dipinto del pittore spagnolo Antonio del Castillo y Saavedra realizzato circa nel 1650 e conservato nel Museo de Bellas Artes di Cordova, in Spagna.

## Storia
Secondo Antonio Palomino, apprendista del pittore, la tela faceva parte di una serie di quattro che a quel tempo erano nella casa del ragioniere della Cattedrale di Granada. In dipinto nel 2008 è stato acquisito insieme ad un'altri della stessa serie il Sogno di san Giuseppe dal Museo di belle arti di Cordova dove sono conservati.

## Descrizione
L'opera rappresenta una scena biblica narrata del Vecchio Testamento sul sacrificio di Isacco. Abramo, per ordine di Dio che lo mise alla prova, sta per sacrificare suo figlio Isacco, per essere infine fermato dall'intervento di un angelo.